# Richard Roland Holst
Pour les articles homonymes, voir Holst.
Richard Roland Nicolaüs Holst, né le 4 décembre 1868 à Amsterdam et mort le 31 décembre 1938 à Bloemendaal, est un peintre, graveur et graphiste néerlandais, influencé par l'Arts and Crafts et le symbolisme.

## Biographie
Il est le fils d'Adriaan Roland Holst, fabricant et assureur, et de Sabina Posthumus. Le poète Adriaan Roland Holst est son neveu. 
Entre 1885 et 1890, Richard Roland Holst est étudiant à l'académie royale des beaux-arts d'Amsterdam. À partir de 1918, il enseigne dans cette même académie, dont il devient le directeur de 1926 à 1934. 
Le 16 janvier 1896, il épouse de la poétesse Henriette van der Schalk, le couple n'eut pas d'enfant.

## Œuvre
Pédagogue reconnu, Adriaan Roland Holst est peintre rattaché au postimpressionnisme, dessinateur, lithographe, concepteur de reliures d'ouvrages et de vitraux, aquafortiste, sculpteur sur bois, et essayiste ; designer, il a également produit des objets décoratifs.
Richard Roland Holst a été influencé par William Morris. En premier lieu, il attribue à l'art une tâche utilitariste et sociale, et il met un accent particulier sur les arts appliqués. Il attachait une grande importance à la collaboration entre artistes, issus de disciplines différentes. Pour cette raison, il est parfois qualifié d'artiste communautariste. Il était un ami de Herman Gorter et devint un socialiste convaincu.
Il a produit des gravures sur bois, conçu des affiches, réalisé la conception typographique d'ouvrages dont le recueil de poèmes Sonnets et vers écrits en terzinen de son épouse Henriette Roland Holst et exécuté des peintures murales à la bourse d'Amsterdam, à  l'Algemeene Nederlandse Diamantbewerkersbond (Syndicat général des travailleurs du diamant des Pays-Bas), au Burcht van Berlage et pour le bâtiment de la Cour suprême des Pays-Bas.
Plus tard, il a également conçu des vitraux, par exemple pour l'hôtel de ville et le lycée d'Amsterdam, et pour la cathédrale Saint-Martin et le bureau de poste principal situé dans le Neude, à Utrecht.
La Rijksmuseum Amsterdam conserve plus d'une centaine d'œuvres.

Œuvres de Richard Roland Holst
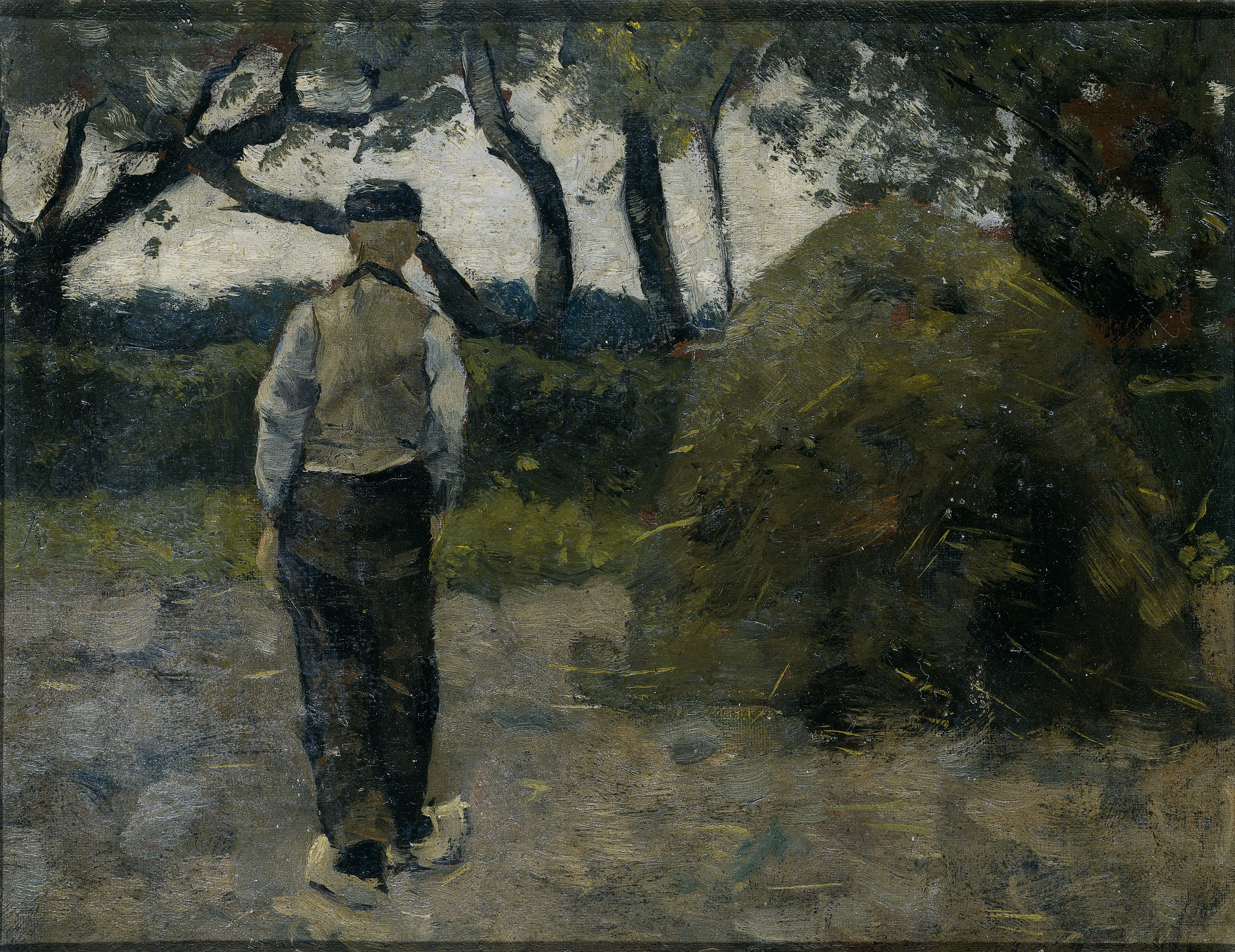
Fermier près d'une meule de foin (1889), huile sur toile, Rijksmuseum.
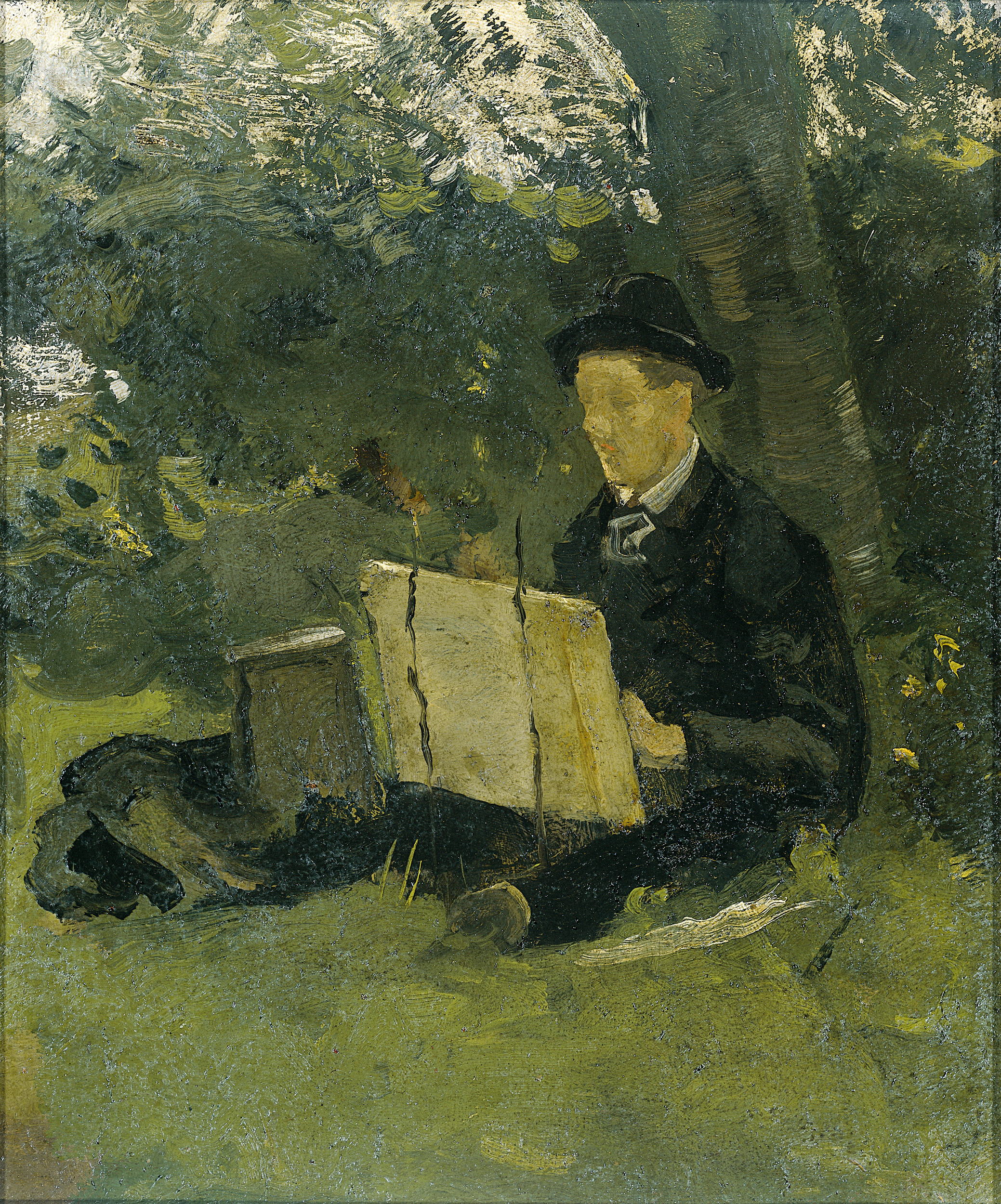
Jan Verkade peignant sous un arbre (1890), huile sur toile, Rijksmuseum.
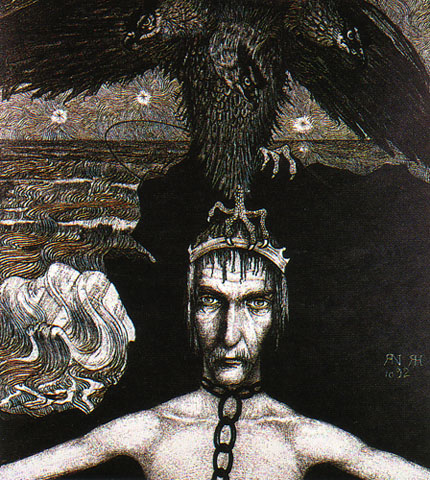
Anangke (1892), lithographie[7].
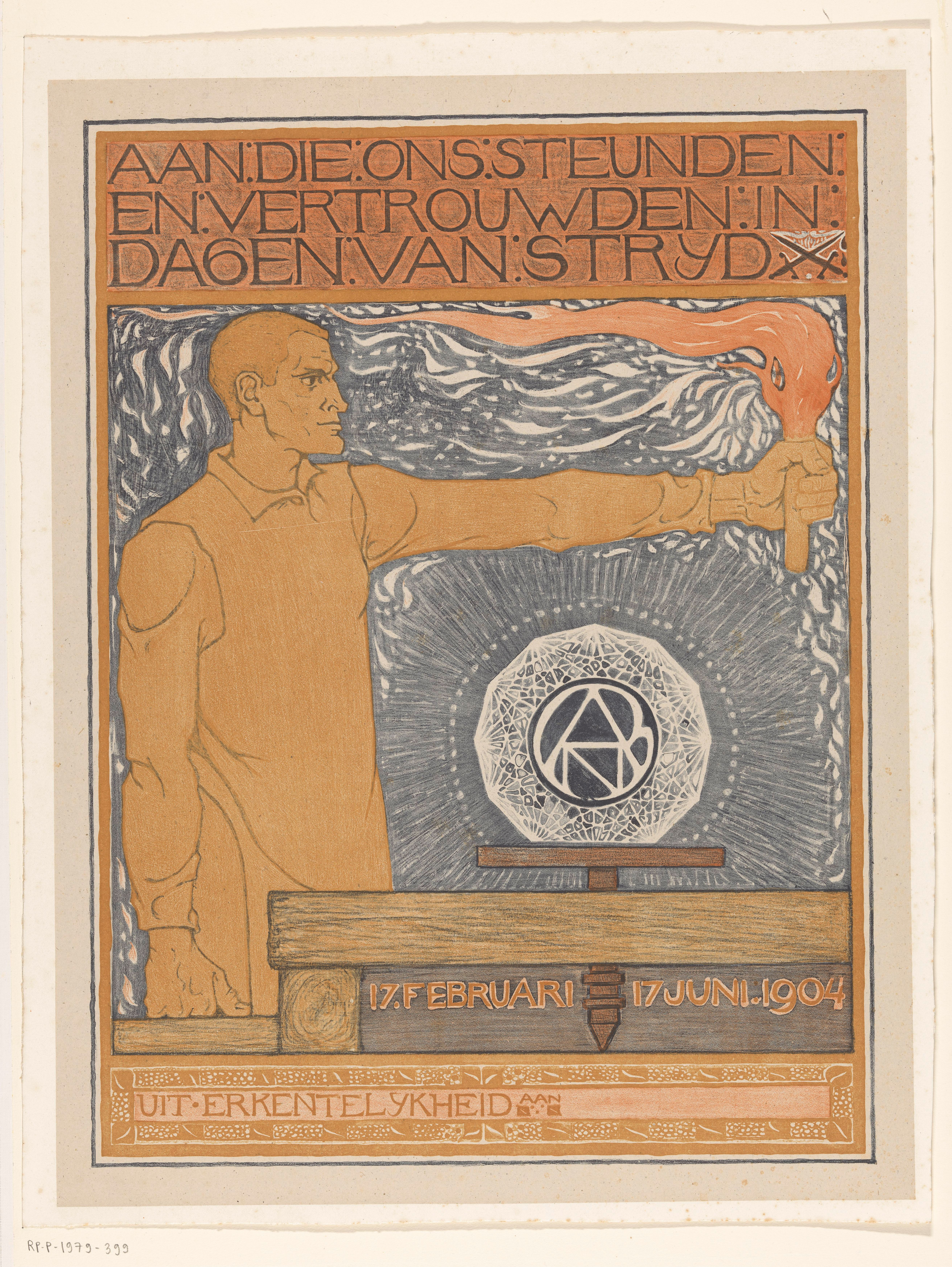
Homme tenant une torche (1904, lithographie.
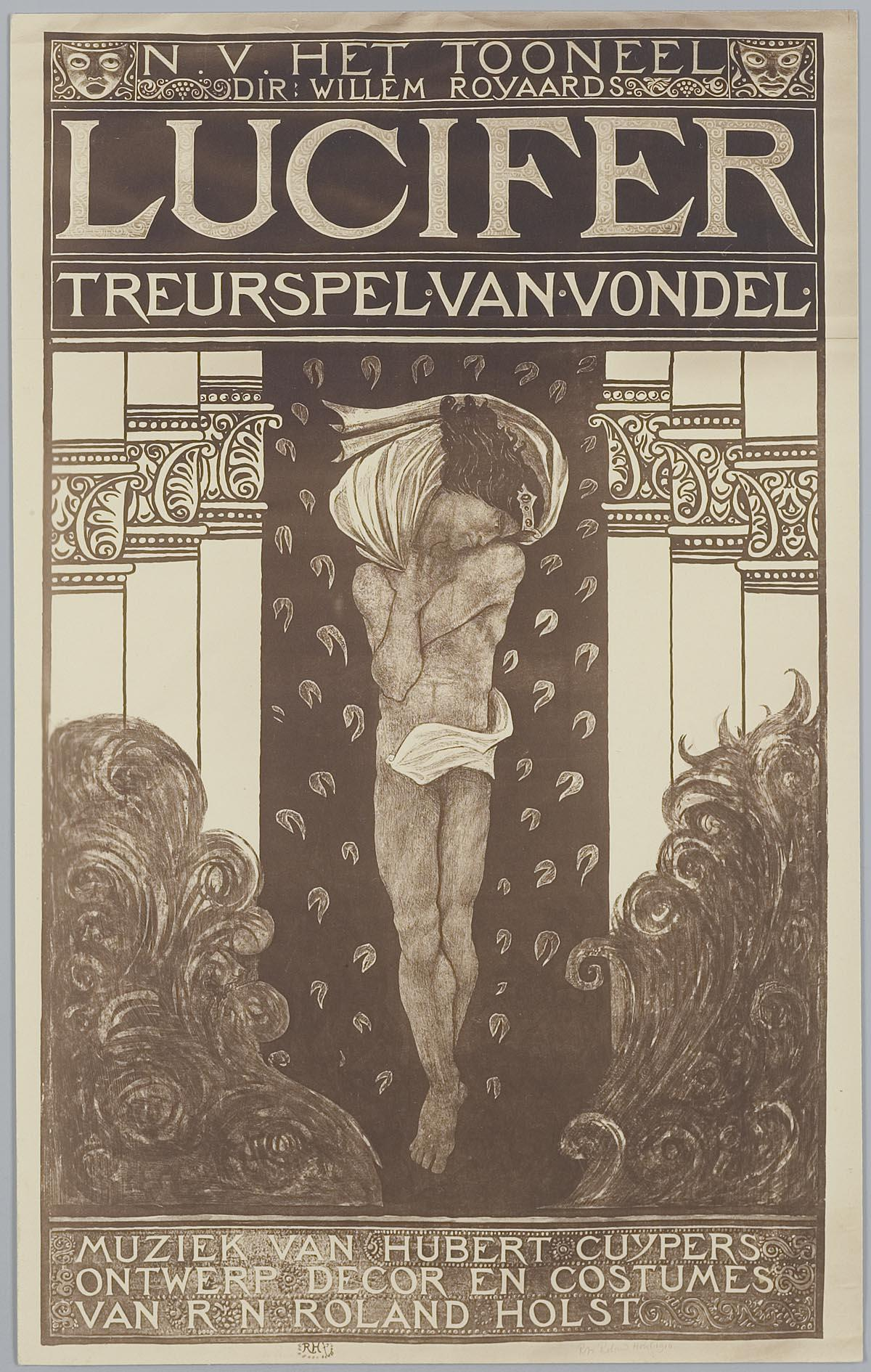
Lucifer de Joost van den Vondel (1910), affiche.
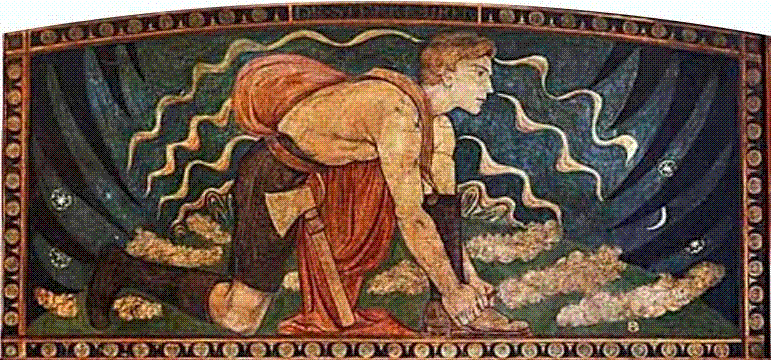
Peinture murale (1912), Burcht van Berlage, Amsterdam.
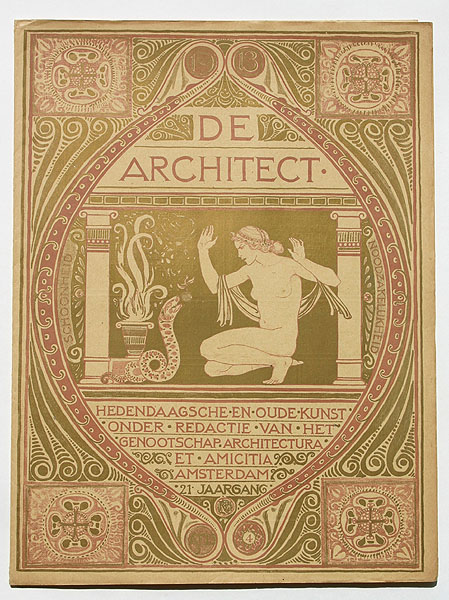
De Architect (1913), couverture de revue.
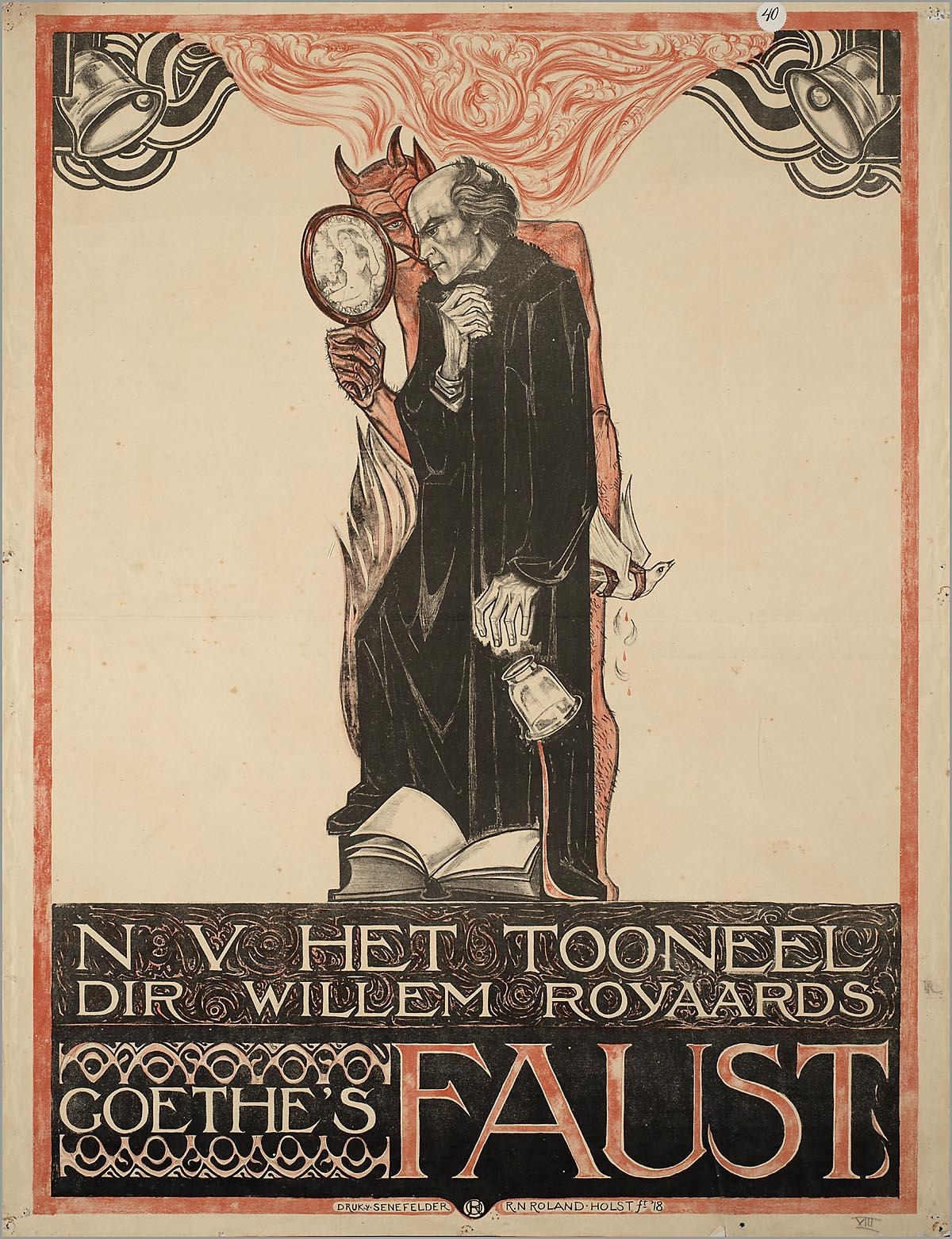
Faust de Goethe (1918), affiche.
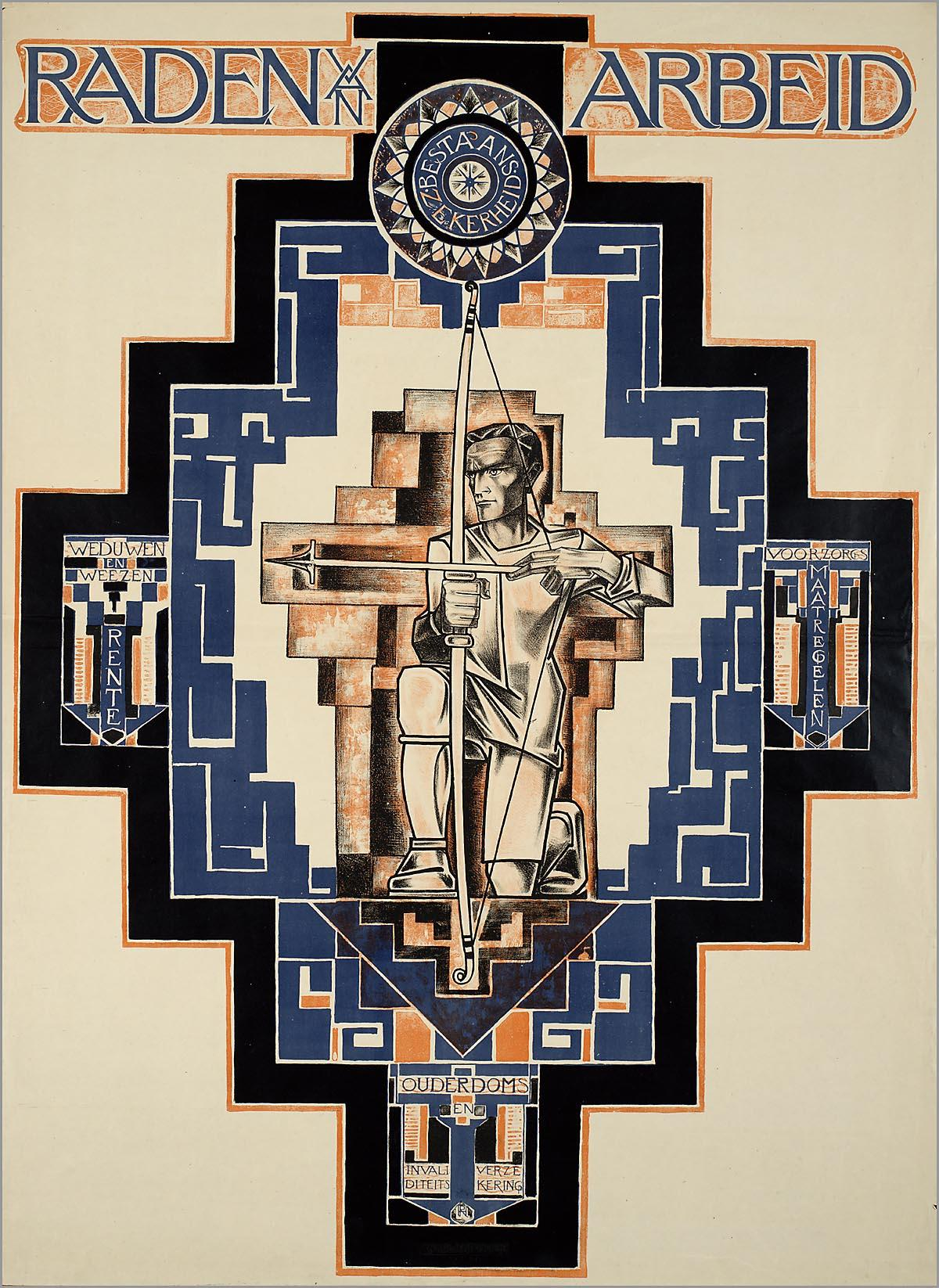
Raden van Arbeid (1920), affiche.